# Arnold van Gennep
Charles-Arnold Kurr van Gennep (Ludwigsburg, 23 de abril de 1873 — Bourg-la-Reine, 7 de maio de 1957) foi um etnólogo e folclorista francês conhecido principalmente pelo seu trabalho sobre ritos de passagem, do qual cunhou o termo, e pelo seu monumental Manuel de folklore français contemporain, que ficou inacabado.
Considerado hoje como o fundador na França do folclore como disciplina científica, seu trabalho sobre o conceito de rito de passagem e sua teoria das três fases (preliminar, liminar e pós-liminar) foram continuados e aprofundados por Victor Turner.

## Biografia
No início de sua carreira, van Gennep dedicou seus estudos às culturas extra-europeias na Escola de Línguas Orientais e na Escola Prática de Estudos Avançados.
Em 1914, organizou, com Gustave Jéquier, o primeiro Congresso de Etnografia e Etnologia, realizado em Neuchâtel. Até 1915, data de sua expulsão da Suíça, Van Gennep ocupou a cátedra de etnologia e história das civilizações na Universidade de Neuchâtel.
A partir de 1924, quando publicou Le folclore, van Gennep dedicou-se a estabelecer o folclore como disciplina científica e ao estudo das culturas populares francesas.
Contrariando o evolucionismo de folcloristas como Paul Sébillot e Pierre Saintyves que se dedicavam a colecionar arcaísmos e sobrevivências, van Gennep desenvolveu o chamado método biológico, com o objetivo de abordar os fatos da cultura popular em seu dinamismo e estudar o que ele designou como as condições psíquicas dos costumes. O método desenvolvido por van Gennep procede pela investigação e observação direta dos fatos vivos do folclore, ou seja, dos costumes ainda praticados no campo da investigação e observáveis pelo folclorista.
Para dar conta da transformação ao longo do tempo dos fatos do folclore, van Gennep desenvolveu a noção de cadeia tradicional e se dedicou ao estudo dos fenômenos de difusão. Adotando o método histórico-geográfico, também conhecido como método finlandês, van Gennep trabalhou na França no estabelecimento de mapas com o objetivo de circunscrever áreas folclóricas e estudar os vários fatores envolvidos no processo de difusão. Para esses trabalhos de mapeamento, ele fez uso extensivo do dispositivo mapeamento de Paul Fortier-Beaulieu.
Reconhecido por ter feito do folclore um objeto de estudo e por ter dotado a disciplina de um conjunto de ferramentas de pesquisa (principalmente questionários) e métodos de análise, van Gennep foi também um intelectual controverso, mantendo relações tensas com alguns de seus contemporâneos cujos escritos ele frequentemente criticado (notavelmente Durkheim e Mauss). Realizou a maior parte de seu trabalho à margem da instituição acadêmica e foi demitido do único cargo universitário que ocupou muito brevemente em sua carreira (1912-1915, cátedra de etnografia na Universidade de Neuchâtel), depois de ter questionado publicamente a neutralidade da Suíça em relação à Alemanha.
Van Gennep publicou um número impressionante de artigos e monografias relacionadas ao folclore. Seu corpo foi sepultado no cemitério de Bourg-la-Reine.

## Principais Obras
- Tabou et totémisme à Madagascar; étude descriptive et théorique, Paris, E. Leroux, 1904.
- Mythes et légendes d'Australie : études d'ethnographie et de sociologie, Paris, E. Guilmoto, 1906.
- « Linguistique et ethnologie II. Essai d’une théorie des langues spéciales », Revue des études ethnographiques et sociologiques, sous la direction d’Arnold Van Gennep, Paris, Paul Geuthner, 6-7, p. 327-337, 1908.
- Religions, mœurs et légendes : essais d'ethnographie et de linguistique, 5 séries, Paris, Mercure de France, 1908-1914.
- Les rites de passage : étude systématique..., Paris, E. Nourry, 1909 ; reedição em 1981. .
- De quelques rites de passage en Savoie, Paris, Leroux, 1910.
- La formation des légendes, Paris, Flammarion, Bibliothèque de philosophie scientifique, , 1910.
- Les demi-savants, Paris Mercure de France, 1911.
- Études d’ethnographie algérienne, Paris, E. Leroux, 1911.
- La Savoie vue par les écrivains et les artistes, Paris, ed. Louis Michaud, 1913.
- En Algérie, Paris, Mercure de France, 1914.
- L'État actuel du problème totémique, Paris, Leroux, 1920.
- Traité comparatif des nationalités, 1922.
- Le Folklore, Paris, Librairie Stock  , 1924.
- Les Jeux et les Sports populaires de France, textos inéditos, L.S. Fournier (ed.), Paris, 1925, edições da Comissão de Obras Históricas e Científicas, 2015.
- Le Folklore du Dauphiné (Isère). Étude descriptive et comparée de psychologie populaire, com oito mapas folclóricos e linguísticos. Volume I : I. Du berceau à la tombe. II. Cérémonies périodiques. Volume II : II. Cérémonies périodiques (fin). III. Magie, médecine et météorologie populaires. IV. Littérature populaire, jeux et chansons. Paris, Maisonneuve, 1933.
- Le Folklore de la Flandre et du Hainaut français (département du Nord), 1935-1936.
- Manuel de folklore français contemporain, 1937-1958. Prix Saintour de l’Académie française en 1946
- Le Folklore de l'Auvergne et du Velay avec 10 cartes folkloriques et 2 photos, Paris, Maisonneuve, 1942.

## Trabalhos sobre Arnold Van Gennep
- Jean-François Gossiaux, Préface à la réédition de Arnold Van Gennep, Traité comparatif des nationalités, Paris, CTHS, 1922,.
- Georges Dubouchet, De Van Gennep au Mucem, 2015.
- Daniel Fabre et Christine Laurière (dir.), Arnold Van Gennep : du folklore à l'ethnographie, Paris, edições da Comissão de Obras Históricas e Científicas, 2018.